# 風を抱きしめて
「風を抱きしめて」（かぜをだきしめて）は1988年10月21日に発売された崎谷健次郎の通算5枚目のシングル。「Till The End Of Time」（ティル・ジ・エンド・オブ・タイム）をカップリング曲に収録している。

## 解説
- プロデュースは、崎谷健次郎。
- CDジャケットは、1988年6-7月在留中のアメリカ・ニューヨークの摩天楼で佇む写真が採用[2]。

1. 風を抱きしめて
  - ミディアムバラード曲。
  - 曲想は崎谷がニューヨーク滞在中のハイウェイにて練られ、一口坂スタジオ、Firmスタジオにて収録[3]。
  - Vシネマ『ファーストラン〜風を抱きしめて〜』（主演：C.C.ガールズ、ポニーキャニオン、1992年）挿入歌。
  - 3rd.アルバム『KISS OF LIFE』には、remixと表記され、武部聡志との協同編曲バージョンが収録。
  - 11th.アルバム『五線譜のメッセージ』には、ファン投票からの選曲により収録。リアレンジバージョン。
  - 2nd.ベストアルバム『KENJIRO SAKIYA COMPLETE BEST Love Ballads』に収録。
  - 4th.ベストアルバム『崎谷健次郎 GOLDEN☆BEST』には、シングルバージョンが収録。
  - 5th.ベストアルバム『プラチナムベスト 崎谷健次郎〜Mellow Groove Collection〜』には、リミックスバージョンが収録。
2. Till The End Of Time
  - スローバラード曲。
  - 崎谷がニューヨーク訪問直前に作曲。帰国後に一口坂スタジオ、Firmスタジオにて収録[4]。
  - 3rd.アルバム『KISS OF LIFE』には、remixバージョンと表記され収録。 2nd.ベストアルバム『KENJIRO SAKIYA COMPLETE BEST Love Ballads』に収録。

## 収録曲
1. 風を抱きしめて
  - 作詞：有木林子　作曲 / 編曲：崎谷健次郎
2. Till The End Of Time
  - 作詞：有木林子　作曲 / 編曲：崎谷健次郎